# 費爾南多二世 (布拉干薩)
費爾南多二世（葡萄牙語：Fernando II，1430年—1483年6月20日），布拉干薩公爵，1478年至1483年在位。
約翰二世繼承葡萄牙王位後，致力於削弱貴族的影響力。1483年，費爾南多被指控叛亂並被約翰二世處決。

## 家庭
1472年，費爾南多與維塞烏的伊莎貝爾結婚，兩人共有兩個兒子：
1. 傑米（1479年—1532年），布拉干薩公爵
2. 迪尼什（英语：Dinis of Braganza, Count of Lemos）（1481年—1516年），雷莫斯伯爵